# PRIDE 武士道 -其の壱-
PRIDE 武士道 -其の壱-（プライド ぶしどう そのいち）は、日本の総合格闘技イベント「PRIDE」（PRIDE武士道）の大会の一つ。2003年10月5日、埼玉県さいたま市のさいたまスーパーアリーナで開催された。

## 大会概要
日本対グレイシー一族の5対5の対抗戦が行われ、グレイシー側が3勝2敗と勝ち越した。メインイベントのミルコ・クロコップ対ドス・カラスJrは、左ハイキックでミルコが秒殺勝利を飾った。
セルゲイ・ハリトーノフ、エメリヤーエンコ・アレキサンダー、マウリシオ・ショーグンらがPRIDEに初参戦したのも今大会である。

## 試合結果
武士道挑戦試合 5分2R
○  クリス・ブレナン vs.  光岡エイジ ×
1R 4:31 チキンウィングアームロック
武士道挑戦試合 5分2R
○  ハリッド"ディ・ファウスト" vs.  ロドニー・ファベイラス ×
2R終了 判定3-0
武士道挑戦試合 5分2R
○  セルゲイ・ハリトーノフ vs.  ジェイソン・信長 ×
1R 2:24 腕ひしぎ十字固め
第1試合 日本VSグレイシー5対5マッチ 先鋒戦 1R10分、2R5分
○  カーロス・ニュートン vs.  ヘンゾ・グレイシー ×
2R終了 判定2-1
第2試合 日本VSグレイシー5対5マッチ 次鋒戦 1R10分、2R5分
○  ハウフ・グレイシー vs.  三島☆ド根性ノ助 ×
2R終了 判定3-0
第3試合 日本VSグレイシー5対5マッチ 中堅戦 1R10分、2R5分
○  中村和裕 vs.  ダニエル・グレイシー ×
2R終了 判定3-0
第4試合 日本VSグレイシー5対5マッチ 副将戦 1R10分、2R5分
○  ホドリゴ・グレイシー vs.  高瀬大樹 ×
2R終了 判定3-0
第5試合 日本VSグレイシー5対5マッチ 大将戦 1R10分、2R5分
○  ハイアン・グレイシー vs.  浜中和宏 ×
1R 7:37 TKO（レフェリーストップ：サッカーボールキック）
第6試合 1R10分、2R5分
○  マウリシオ・ショーグン vs.  小路晃 ×
1R 3:47 TKO（レフェリーストップ：スタンドパンチ連打）
第7試合 PRIDE武士道ルール 1R10分、2R5分
○  エメリヤーエンコ・アレキサンダー vs.  アスエリオ・シウバ ×
2R終了 判定2-1
第8試合 PRIDE武士道ルール 1R10分、2R5分
○  ミルコ・クロコップ vs.  ドス・カラスJr ×
1R 0:46 KO（左ハイキック）